# بطولة العالم تحت 16 سنة لكرة القدم 1985
أقيمت بطولة العالم تحت 16 سنة لكرة القدم 1985، النسخة الأولى من المسابقة، في مدن بكين، شانغهاي، تيانجين، وداليان بجمهورية الصين الشعبية من 31 يوليو إلى 11 أغسطس 1985. كان بإمكان اللاعبين الذين ولدوا بعد 1 أغسطس 1968 المشاركة في هذه البطولة.

## الأماكن
| المدينة | الملعب         | السعة  |
| ------- | -------------- | ------ |
| بكين    | ملعب العمال    | 80,000 |
| تيانجين | ملعب هونغتشياو | 20,000 |
| داليان  | ملعب الشعب     | 40,000 |
| شانغهاي | ملعب هونغكو    | 30,220 |

## الفرق المتأهلة
أفريقيا (تصفيات أفريقيا تحت 16 سنة لكأس العالم 1985)
- الكونغو
- غينيا
- نيجيريا

آسيا (بطولة آسيا تحت 16 سنة لكرة القدم 1985)
- قطر
- السعودية

أوروبا
- المجر (عن طريق الدعوة)
- إيطاليا (كفائز بطولة أوروبا تحت 16 سنة لكرة القدم 1982)
- ألمانيا الغربية (كفائز بطولة أوروبا تحت 16 سنة لكرة القدم 1984)

أمريكا الشمالية (بطولة الكونكاكاف تحت 16 سنة 1983)
- كوستاريكا
- المكسيك
- الولايات المتحدة (كفائز بطولة الكونكاكاف تحت 16 سنة 1983)

أمريكا الجنوبية (بطولة أمريكا الجنوبية تحت 16 سنة لكرة القدم 1985)
- الأرجنتين
- بوليفيا (عن طريق الدعوة)
- البرازيل

أوقيانوسيا (بطولة أوقيانوسيا تحت 17 سنة لكرة القدم 1983)
- أستراليا

الدولة المضيفة تأهلت تلقائياً
- الصين

## التشكيلات
لقوائم كاملة عن تشكيلات البطولة انظر تشكيلات بطولة العالم تحت 16 سنة لكرة القدم 1985.

## الحكام
| آسيا - فلاج الشنار - تشن شنغتساي - تسوي باويين - جانغ ديتشياو - حسن عبد الله الملا أفريقيا - سيمون بانتسيمبا - كريم كامارا - الهادي صلاح الدين كونكاكاف - كارلوس ألفارو - أنجيلو براتسيس - خواكين أوريا رييس | أمريكا الجنوبية - أرنالدو سيزار كويلو - كارلوس إسبوسيتو - خوان أورتوبي فارغاس أوروبا - ميكلوس ناغي - كلاوديو بييري - كارل-هاينتس تريتشلر أوقيانوسيا - كريس بامبريدج |

## مرحلة المجموعات

### المجموعة أ
| فريق             | لعب | ف | ت | خ | له | عليه | ف.أ | نقاط |
| ---------------- | --- | - | - | - | -- | ---- | --- | ---- |
| الصين            | 3   | 2 | 1 | 0 | 6  | 3    | +3  | 5    |
| غينيا            | 3   | 2 | 0 | 1 | 5  | 2    | +3  | 4    |
| الولايات المتحدة | 3   | 1 | 0 | 2 | 3  | 5    | −2  | 2    |
| بوليفيا          | 3   | 0 | 1 | 2 | 2  | 6    | −4  | 1    |

| الصين                 | 1–1     | بوليفيا    |
| --------------------- | ------- | ---------- |
| شيي يوشين 28' (ركلة.) | (تقرير) | سانشيز 13' |

| غينيا     | 1–0     | الولايات المتحدة |
| --------- | ------- | ---------------- |
| كويتا 68' | (تقرير) |                  |

| الصين                                | 2–1     | غينيا    |
| ------------------------------------ | ------- | -------- |
| شيي يوشين 18' (ركلة.) · غو جوانغ 27' | (تقرير) | سيلا 42' |

| بوليفيا       | 1–2     | الولايات المتحدة        |
| ------------- | ------- | ----------------------- |
| إيتشيفيري 31' | (تقرير) | ماكفايل 51' · برايد 64' |

| الصين                                           | 3–1     | الولايات المتحدة |
| ----------------------------------------------- | ------- | ---------------- |
| تساو شياندونغ 20' · غو جوانغ 22' · سون بووي 25' | (تقرير) | برايد 75'        |

| بوليفيا | 0–3     | غينيا                            |
| ------- | ------- | -------------------------------- |
|         | (تقرير) | سوما 32' · توريه 37' · كويتا 55' |

### المجموعة ب
| فريق            | لعب | ف | ت | خ | له | عليه | ف.أ | نقاط |
| --------------- | --- | - | - | - | -- | ---- | --- | ---- |
| أستراليا        | 3   | 3 | 0 | 0 | 4  | 1    | +3  | 6    |
| ألمانيا الغربية | 3   | 1 | 1 | 1 | 5  | 3    | +2  | 3    |
| الأرجنتين       | 3   | 1 | 1 | 1 | 5  | 4    | +1  | 3    |
| الكونغو         | 3   | 0 | 0 | 3 | 4  | 10   | −6  | 0    |

| أستراليا | 1–0     | الأرجنتين |
| -------- | ------- | --------- |
| نيفن 28' | (تقرير) |           |

| الكونغو  | 1–4     | ألمانيا الغربية                              |
| -------- | ------- | -------------------------------------------- |
| كاكو 73' | (تقرير) | ميرفالد 21' · فيتيتشيك 38'، 65' · داماير 56' |

| أستراليا                 | 2–1     | الكونغو  |
| ------------------------ | ------- | -------- |
| تريمبولي 19' · توديس 42' | (تقرير) | كاكو 76' |

| الأرجنتين   | 1–1     | ألمانيا الغربية |
| ----------- | ------- | --------------- |
| كاسيريس 16' | (تقرير) | غابرييل 15'     |

| أستراليا     | 1–0     | ألمانيا الغربية |
| ------------ | ------- | --------------- |
| تريمبولي 12' | (تقرير) |                 |

| الأرجنتين                                            | 4–2     | الكونغو                     |
| ---------------------------------------------------- | ------- | --------------------------- |
| مارادونا 23' (ركلة.)، 24' · فروتوس 38' · ألفاريز 63' | (تقرير) | سال 46' · مانتو 60' (ركلة.) |

### المجموعة ج
| فريق      | لعب | ف | ت | خ | له | عليه | ف.أ | نقاط |
| --------- | --- | - | - | - | -- | ---- | --- | ---- |
| السعودية  | 3   | 2 | 1 | 0 | 7  | 2    | +5  | 5    |
| نيجيريا   | 3   | 2 | 1 | 0 | 4  | 0    | +4  | 5    |
| إيطاليا   | 3   | 1 | 0 | 2 | 3  | 4    | −1  | 2    |
| كوستاريكا | 3   | 0 | 0 | 3 | 1  | 9    | −8  | 0    |

| السعودية                                            | 4–1     | كوستاريكا   |
| --------------------------------------------------- | ------- | ----------- |
| الدوسري 25' · السريطي 63' · الرزقان 66' · الفهد 68' | (تقرير) | ميدفورد 12' |

| نيجيريا  | 1–0     | إيطاليا |
| -------- | ------- | ------- |
| مومو 67' | (تقرير) |         |

| السعودية | 0–0     | نيجيريا |
| -------- | ------- | ------- |
|          | (تقرير) |         |

| كوستاريكا | 0–2     | إيطاليا                   |
| --------- | ------- | ------------------------- |
|           | (تقرير) | كافرزان 17' · بريشاني 46' |

| السعودية                             | 3–1     | إيطاليا     |
| ------------------------------------ | ------- | ----------- |
| البوشل 4'، 61' · الرزقان 78' (ركلة.) | (تقرير) | بريشاني 37' |

| كوستاريكا | 0–3     | نيجيريا                                 |
| --------- | ------- | --------------------------------------- |
|           | (تقرير) | إيبينوبا 62' · مومو 70' · باباتوندي 72' |

### المجموعة د
| فريق     | لعب | ف | ت | خ | له | عليه | ف.أ | نقاط |
| -------- | --- | - | - | - | -- | ---- | --- | ---- |
| المجر    | 3   | 2 | 1 | 0 | 4  | 0    | +4  | 5    |
| البرازيل | 3   | 2 | 0 | 1 | 4  | 2    | +2  | 4    |
| المكسيك  | 3   | 1 | 1 | 1 | 3  | 3    | 0   | 3    |
| قطر      | 3   | 0 | 0 | 3 | 2  | 8    | −6  | 0    |

| قطر            | 1–2     | البرازيل                |
| -------------- | ------- | ----------------------- |
| العبد الله 50' | (تقرير) | بيسمارك 9' · ويليام 58' |

| المكسيك | 0–0     | المجر |
| ------- | ------- | ----- |
|         | (تقرير) |       |

| قطر                | 1–3     | المكسيك                               |
| ------------------ | ------- | ------------------------------------- |
| المهندي 5' (ركلة.) | (تقرير) | كورتيس 36' · ليديسما 52'، 77' (ركلة.) |

| البرازيل | 0–1     | المجر     |
| -------- | ------- | --------- |
|          | (تقرير) | كانال 55' |

| قطر | 0–3     | المجر                            |
| --- | ------- | -------------------------------- |
|     | (تقرير) | هوساك 9' · ماريك 38' · كانال 80' |

| البرازيل                  | 2–0     | المكسيك |
| ------------------------- | ------- | ------- |
| ويليام 60' · ماوريسيو 67' | (تقرير) |         |

## مرحلة خروج المغلوب
|  | ربع النهائي       | ربع النهائي       |                 |       | نصف النهائي   | نصف النهائي   |  |  | النهائي         | النهائي |
|  |                   |                   |                 |       |               |               |  |  |                 |         |
|  | 7 أغسطس - بكين    |                   |                 |       |               |               |  |  |                 |         |
|  |                   |                   |                 |       |               |               |  |  |                 |         |
|  | الصين             | 2                 |                 |       |               |               |  |  |                 |         |
|  | الصين             | 2                 | 9 أغسطس - بكين  |       |               |               |  |  |                 |         |
|  | ألمانيا الغربية   | 4                 |                 |       |               |               |  |  |                 |         |
|  | ألمانيا الغربية   | 4                 | ألمانيا الغربية | 4     |               |               |  |  |                 |         |
|  | 7 أغسطس - داليان  |                   | ألمانيا الغربية | 4     |               |               |  |  |                 |         |
|  |                   | البرازيل          | 3               |       |               |               |  |  |                 |         |
|  | السعودية          | البرازيل          | 3               | 1     |               |               |  |  |                 |         |
|  | السعودية          |                   | 11 أغسطس - بكين | 1     |               |               |  |  |                 |         |
|  | البرازيل          | 2                 |                 |       |               |               |  |  |                 |         |
|  | البرازيل          | 2                 | ألمانيا الغربية | 0     |               |               |  |  |                 |         |
|  | 7 أغسطس - تيانجين |                   | ألمانيا الغربية | 0     |               |               |  |  |                 |         |
|  |                   | نيجيريا           | 2               |       |               |               |  |  |                 |         |
|  | أستراليا          | نيجيريا           | 2               | 0 (2) |               |               |  |  |                 |         |
|  | أستراليا          | 9 أغسطس - شانغهاي |                 | 0 (2) |               |               |  |  |                 |         |
|  | غينيا (ج.)        | 0 (4)             |                 |       |               |               |  |  |                 |         |
|  | غينيا (ج.)        | 0 (4)             | نيجيريا (ج.)    | 1 (4) | المركز الثالث | المركز الثالث |  |  |                 |         |
|  | 7 أغسطس - شانغهاي |                   | نيجيريا (ج.)    | 1 (4) | المركز الثالث | المركز الثالث |  |  |                 |         |
|  |                   | غينيا             | 1 (2)           |       |               |               |  |  |                 |         |
|  | المجر             | غينيا             | 1 (2)           | 1     | البرازيل      | 4             |  |  |                 |         |
|  | المجر             |                   |                 | 1     | البرازيل      | 4             |  |  |                 |         |
|  | نيجيريا           | 3                 |                 | غينيا | 1             |               |  |  |                 |         |
|  | نيجيريا           | 3                 |                 |       | 1             |               |  |  |                 |         |
|  |                   |                   |                 |       |               |               |  |  | 11 أغسطس - بكين |         |
|  |                   |                   |                 |       |               |               |  |  |                 |         |

### ربع النهائي
| الصين                          | 2–4     | ألمانيا الغربية                            |
| ------------------------------ | ------- | ------------------------------------------ |
| غو جوانغ 14' · تو شنغتشياو 39' | (تقرير) | فيتيتشيك 10'، 37'، 45' · بي شنغ 35' (ه.ذ.) |

| أستراليا | 0–0 (ب.و.إ.) | غينيا |
| -------- | ------------ | ----- |
|          | (تقرير)      |       |

| السعودية            | 1–2     | البرازيل                |
| ------------------- | ------- | ----------------------- |
| الرزقان 52' (ركلة.) | (تقرير) | ويليام 38'، 49' (ركلة.) |

| المجر    | 1–3     | نيجيريا                       |
| -------- | ------- | ----------------------------- |
| ماريك 2' | (تقرير) | مومو 17'، 58' · إيغبينوبا 60' |

### نصف النهائي
| ألمانيا الغربية                       | 4–3     | البرازيل                                    |
| ------------------------------------- | ------- | ------------------------------------------- |
| فيتيتشيك 15'، 57'، 66' · كونردينغ 47' | (تقرير) | بيسمارك 6' · أندريه كروز 37' · رودريغيس 70' |

| نيجيريا   | 1–1 (ب.و.إ.) | غينيا    |
| --------- | ------------ | -------- |
| أتيري 10' | (تقرير)      | سوما 20' |

### مباراة المركز الثالث
| البرازيل                                             | 4–1     | غينيا    |
| ---------------------------------------------------- | ------- | -------- |
| ماركيس 11' · ماوريسيو 42' · ويليام 51' · بيسمارك 73' | (تقرير) | سيلا 65' |

### النهائي
| ألمانيا الغربية | 0–2     | نيجيريا                     |
| --------------- | ------- | --------------------------- |
|                 | (تقرير) | أكبوبوري 4' · إيغبينوبا 79' |

## النتيجة
| فائز بطولة العالم تحت 16 سنة لكرة القدم 1985 |
| -------------------------------------------- |
| · نيجيريا · للمرة الأولى                     |

## مسجلي الأهداف
فاز مارتسيل فيتيتشيك من ألمانيا الغربية بجائزة الحذاء الذهبي بتسجيله ثمانية أهداف. في المجموع، تم تسجيل 91 هدفاً، مع احتساب أحدها كهدف ذاتي.
8 أهداف
- مارتسيل فيتيتشيك

5 أهداف
- ويليام

4 أهداف
- بيلا مومو

3 أهداف
- بيسمارك باريتو فاريا
- غو جوانغ
- فيكتور إيغبينوبا
- عبد العزيز الرزقان

هدفين
| - هوغو مارادونا - بول تريمبولي - ماوريسيو - شيي يوشين - إيرفي كاكو | - محمد سوما - محمد سيلا - ساليفو كويتا - لاسلو ماريك - زولتان كانال | - جورجو بريشاني - إلياس ليديسما - بوشل البوشل - كورتيس برايد |

هدف
| - دييغو ألفاريز - فرناندو كاسيريس - لورينزو فروتوس - كريغ نيفن - ستان توديس - إروين سانشيز - ماركو إيتشيفيري - أندريه كروز - ماركيس - ناتالينو رودريغيس أنتونيس - تساو شياندونغ | - سون بووي - تو شنغتشياو - إريك مانتو - إتيان سال - إرنان ميدفورد - لامين توريه - جولت هوساك - أندريا كافرزان - فرانسيسكو كورتيس - فاتاي أتيري - جوناتان أكبوبوري | - جوزيف باباتوندي - عادل العبد الله - صالح المهندي - عادل الدوسري - ناصر الفهد - سعدون السريطي - لاري ماكفايل - ديتليف داماير - ديرك كونردينغ - هلموت غابرييل - كلاوس ميرفالد |

هدف ذاتي
- بي شنغ (لعب ضد ألمانيا الغربية)

## الترتيب النهائي
| مرتبة                    | فريق             | لعب | ف | ت | خ | له | عليه | ف.أ | نقاط |
| ------------------------ | ---------------- | --- | - | - | - | -- | ---- | --- | ---- |
| 1                        | نيجيريا          | 6   | 4 | 2 | 0 | 10 | 2    | +8  | 10   |
| 2                        | ألمانيا الغربية  | 6   | 3 | 1 | 2 | 13 | 8    | +5  | 7    |
| 3                        | البرازيل         | 6   | 4 | 0 | 2 | 13 | 8    | +5  | 8    |
| 4                        | غينيا            | 6   | 2 | 2 | 2 | 7  | 7    | 0   | 6    |
| أقصوا في ربع النهائي     |                  |     |   |   |   |    |      |     |      |
| 5                        | أستراليا         | 4   | 3 | 1 | 0 | 4  | 1    | +3  | 7    |
| 6                        | السعودية         | 4   | 2 | 1 | 1 | 8  | 4    | +4  | 5    |
| 7                        | المجر            | 4   | 2 | 1 | 1 | 5  | 3    | +2  | 5    |
| 8                        | الصين            | 4   | 2 | 1 | 1 | 8  | 7    | +1  | 5    |
| أقصوا في مرحلة المجموعات |                  |     |   |   |   |    |      |     |      |
| 9                        | الأرجنتين        | 3   | 1 | 1 | 1 | 5  | 4    | +1  | 3    |
| 10                       | المكسيك          | 3   | 1 | 1 | 1 | 3  | 3    | 0   | 3    |
| 11                       | إيطاليا          | 3   | 1 | 0 | 2 | 3  | 4    | –1  | 2    |
| 12                       | الولايات المتحدة | 3   | 1 | 0 | 2 | 3  | 5    | –2  | 2    |
| 13                       | بوليفيا          | 3   | 0 | 1 | 2 | 2  | 6    | –4  | 1    |
| 14                       | الكونغو          | 3   | 0 | 0 | 3 | 4  | 10   | –6  | 0    |
| 15                       | قطر              | 3   | 0 | 0 | 3 | 2  | 8    | –6  | 0    |
| 16                       | كوستاريكا        | 3   | 0 | 0 | 3 | 1  | 9    | –8  | 0    |

## روابط خارجية
- FIFA U-16 World Championship China PR 1985, FIFA.com
- FIFA Technical Report (Part 1) and (Part 2)